# 소운잔역
소운잔역(일본어: 早雲山駅)은 일본 가나가와현 아시가라시모군 하코네정에 위치한 하코네 등산 철도와 하코네 로프웨이의 역이다. 역 번호는 OH 62이다.

## 개요
본 역은 하코네 케이블 카와 등산 케이블카와 중계 지점이다. 본 역부터는 고라의 파노라마와 하코네 미쿠니 산 외, 맑을 때는 사가미 만을 조망할 수 있다.
하코네 등산 철도의 표시 간판이나 팜플렛에서는 각 역의 표고가 제시되어 있고 예전에 하코네 등산 케이블카의 본 역 높이가 761m로 표기되었으나 2013년 재고 조사에서 750m로 정정되었다. 다만, 하코네 케이블카 본 역의 표고는 이전부터 757m이다.
또한, 하코네 등산 철도에서는 창가 "하코네 하치리"의 발차 멜로디가 사용되고 있다.

### 이용 가능 철도 노선
- 하코네 등산 철도
  - 강삭선(하코네 등산 케이블카)
- 하코네 로프웨이
  - 하코네 로프웨이

## 역사
- 1921년 12월 1일: 가미고라역(초대)으로 영업 개시.
- 1926년 7월 10일: 소운잔역으로 역명 변경.
- 1944년 2월 11일: 불요불급선으로 영업 정지.
- 1950년 7월 1일: 영업 재개.
- 1959년 12월 6일: 하코네 케이블카 역이 개업.

## 역 구조
하코네 등산 철도는 두단식 승강장 2면 1선에 개찰구(유인 통로)는 전방의 계단을 올라간 곳에 있다. 또, 휠체어 등의 이용객용 슬로프가 하차 플랫폼 측에 설치되어 있다. 구내 선로는 피트 구조가 되어 있는 관계로 케이블카 차량의 수선은 이 곳에서 열린다.
하코네 케이블카는 하코네 등산 철도의 개찰과 같은 층에 자동 매표기와 창구가 설치되어 승강장은 2층에 있다. 승강장에는 계단 및 엘리베이터로 통한다.
본 역은 도겐다이 역과 함께 하코네 케이블카의 종착역이며, 케이블카 긴장 설비가 설치되어 있다. 또한, 동일 설비는 도겐다이 역에도 설치되어 있다.

## 역 주변
예전에는 역 주변에 하코네 소운잔 미술관이 있었지만 2000년대 초반에 폐관했다.
- 다이유잔하코네 베쓰인

## 사진

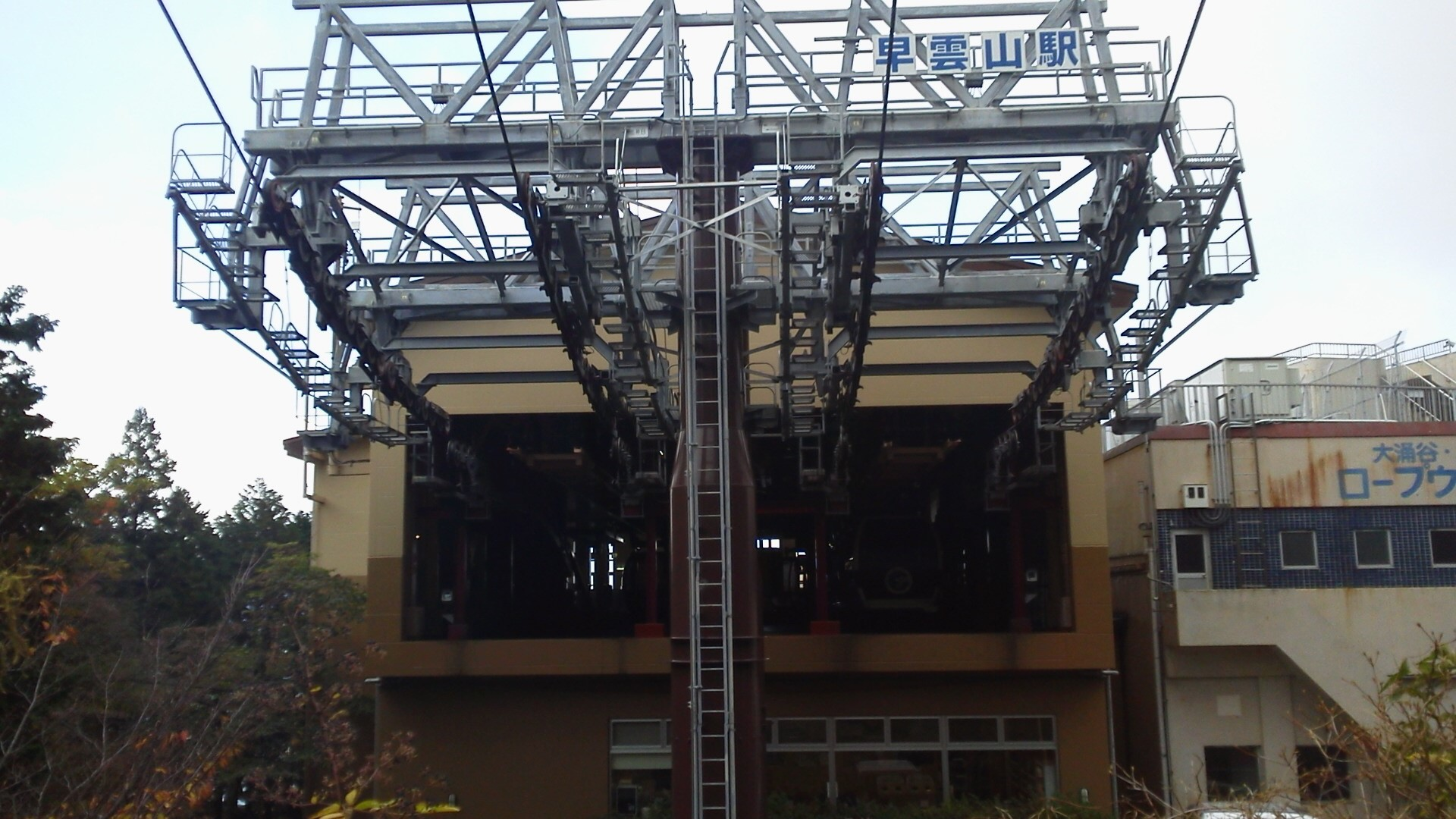
하코네 로프웨이 역사
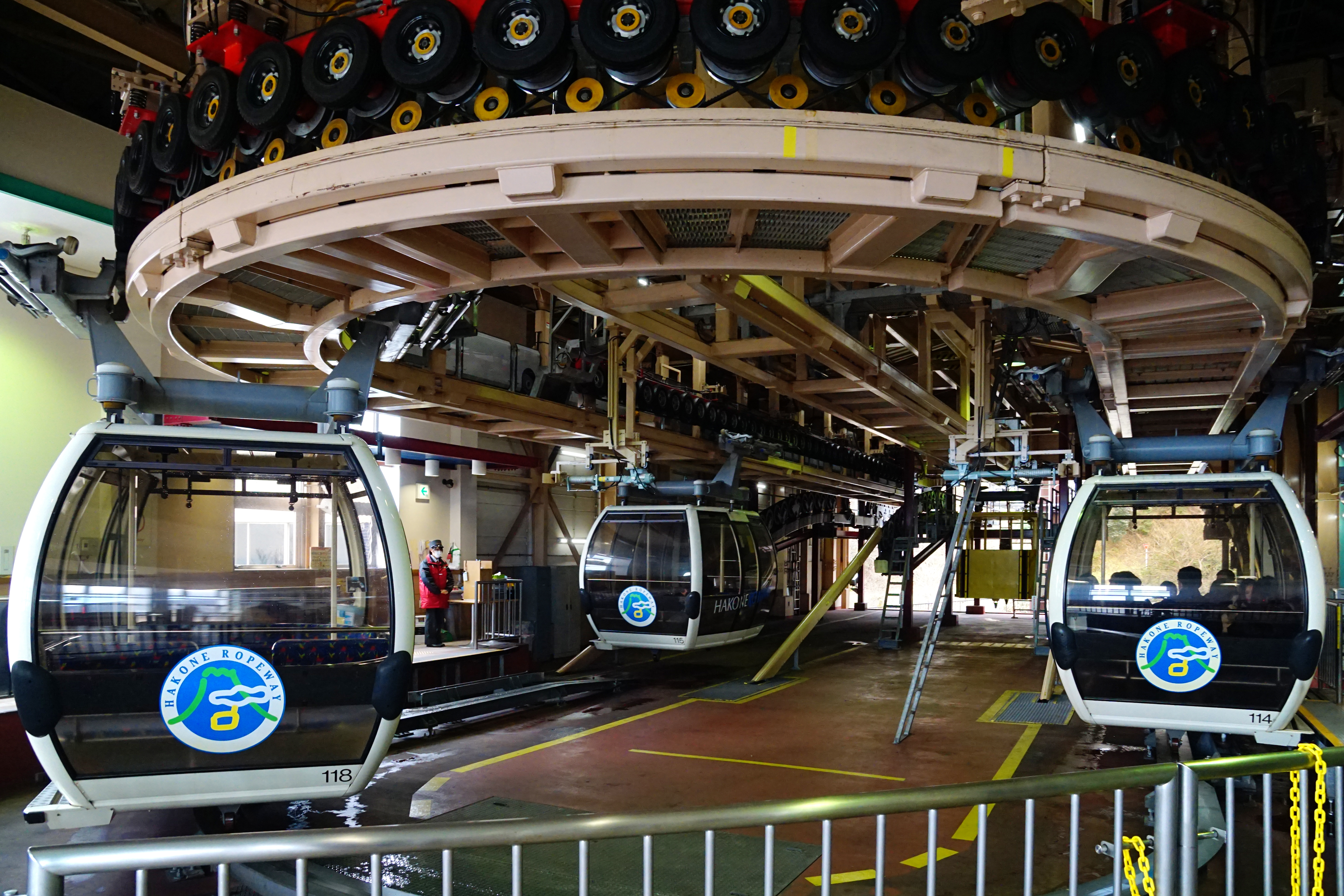
하코네 로프웨이 승강장
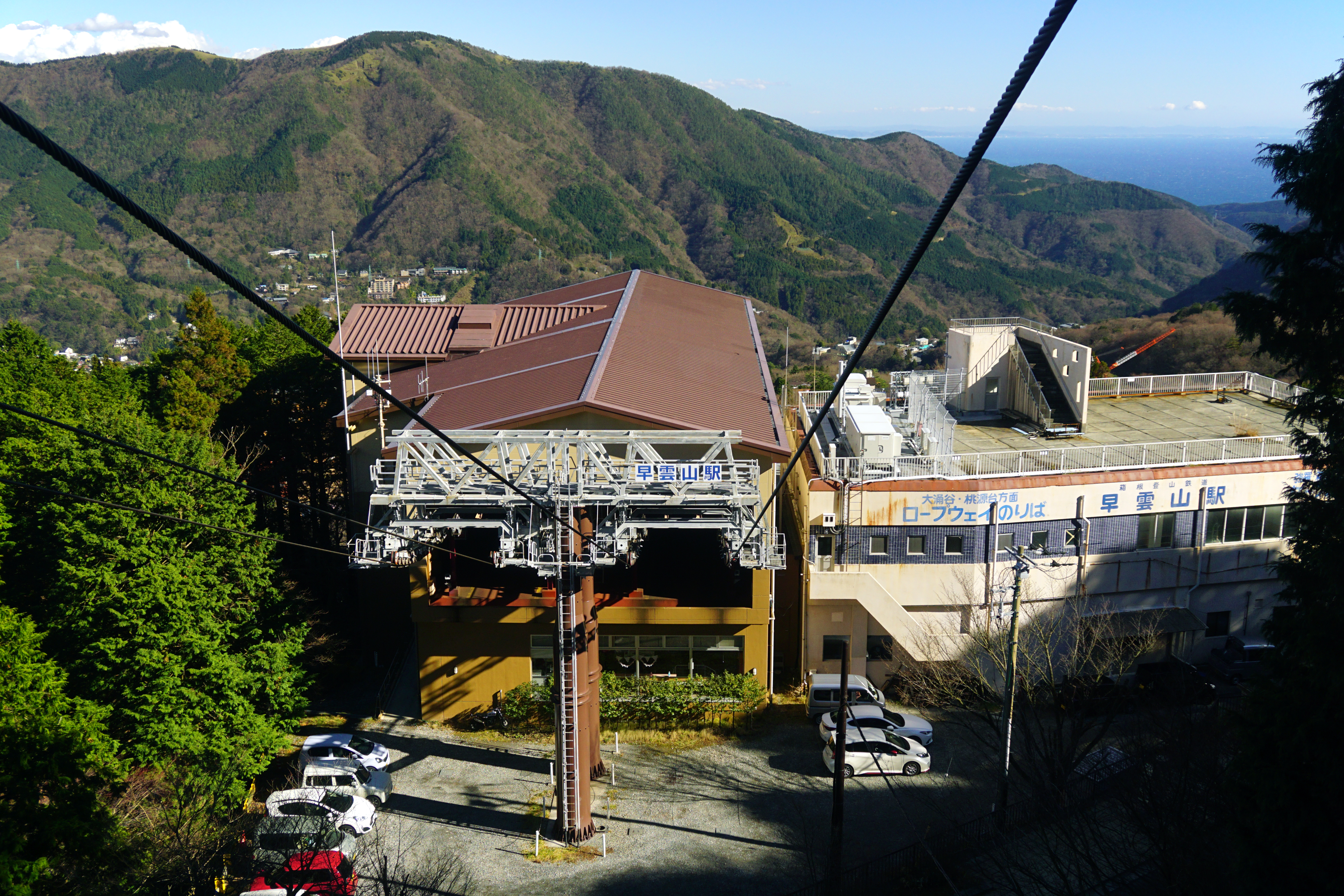
하코네 로프웨이 내부에서 본 소운잔 역사
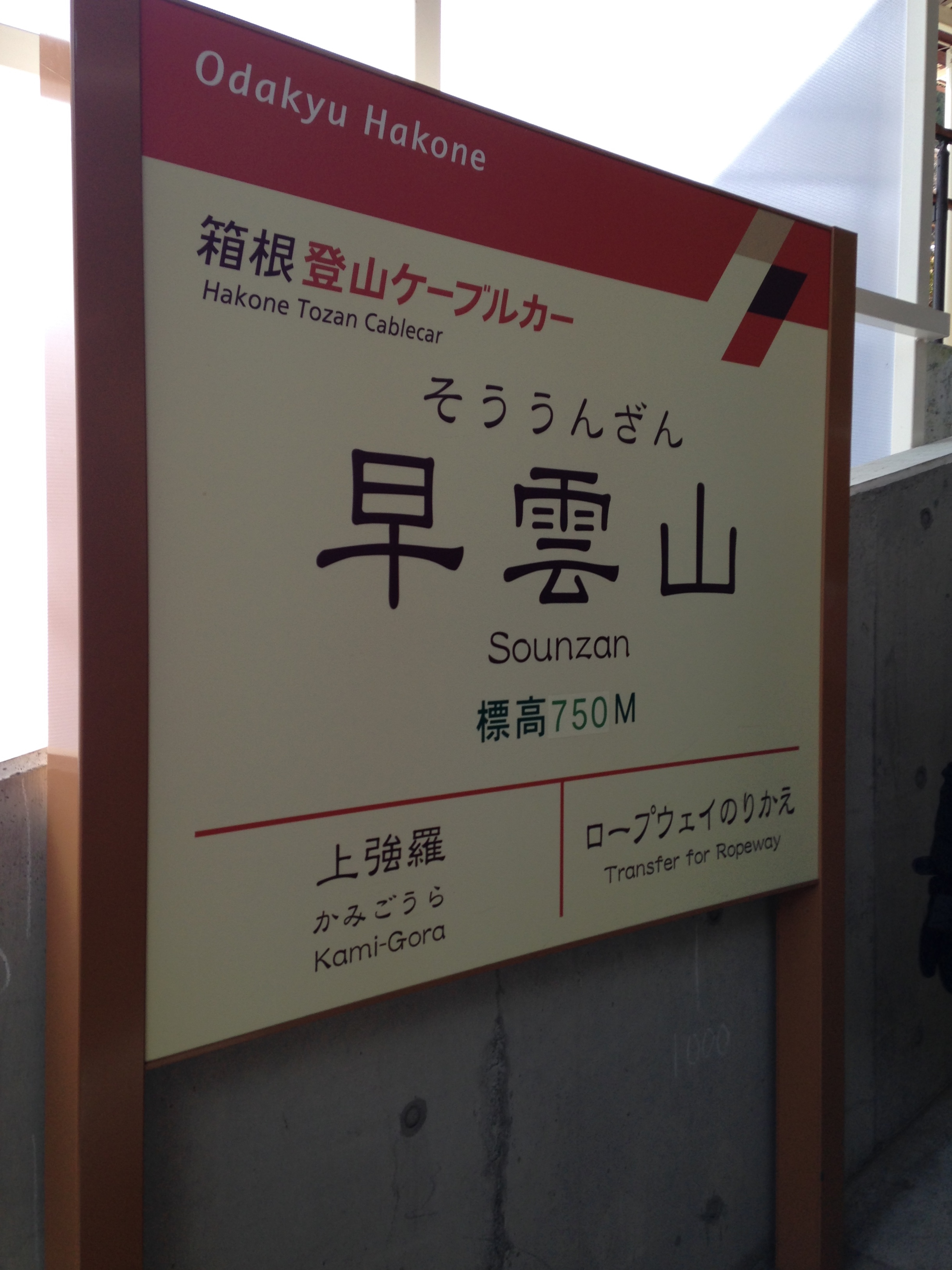
역명 표
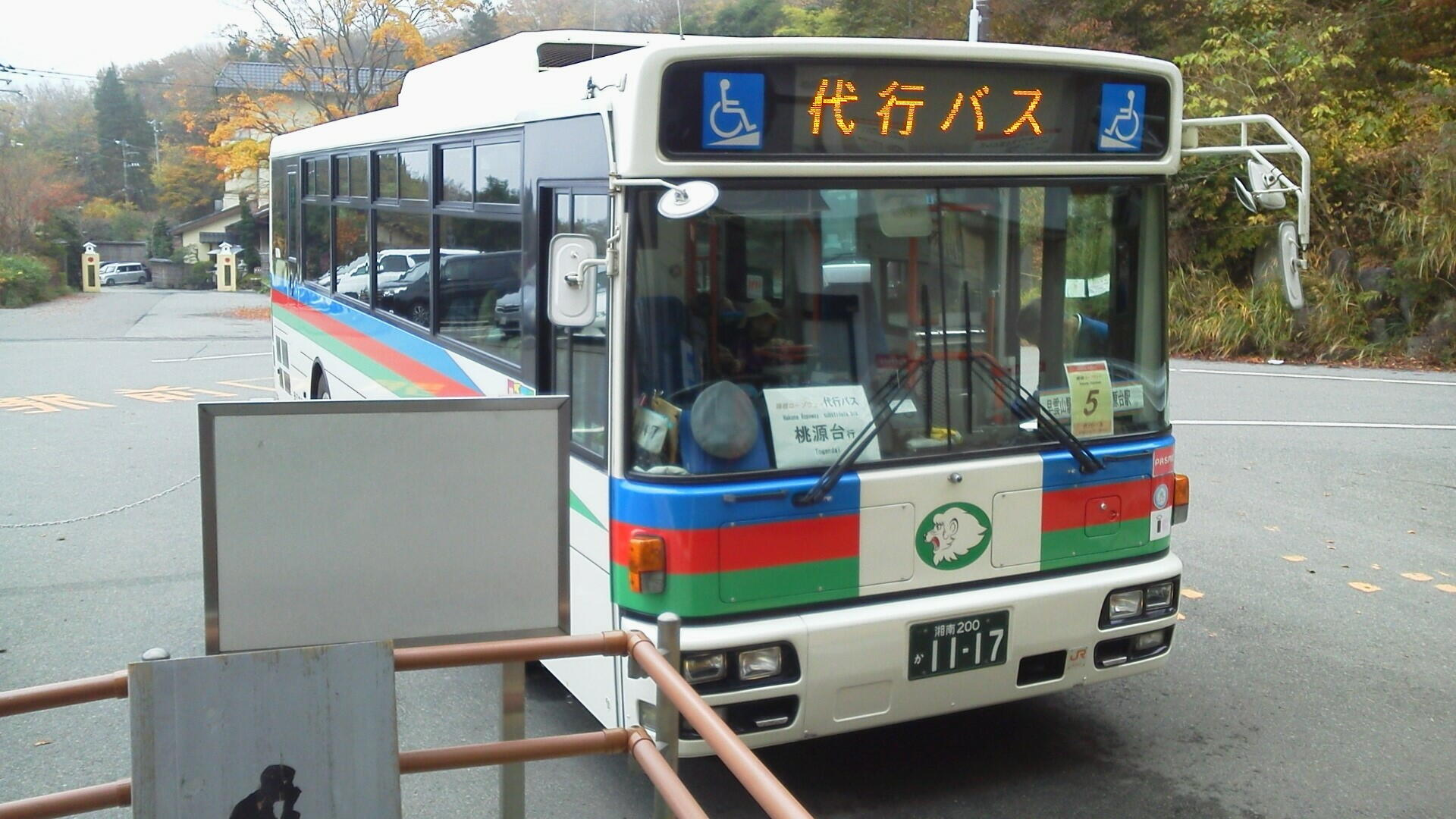
하코네 로프웨이 다이코 버스

## 인접역
| 하코네 등산 철도 강삭선         | 하코네 등산 철도 강삭선 | 하코네 등산 철도 강삭선        |
| ------------------------------- | ----------------------- | ------------------------------ |
| OH 61 가미고라 고라 방면        |                         | 시·종착역                      |
| 하코네 로프웨이 하코네 로프웨이 |                         |                                |
| 시·종착역                       |                         | 오와쿠다니 OH 63 도겐다이 방면 |